# Komunistyczna Partia Kuby
Komunistyczna Partia Kuby, KPK (hiszp. Partido Comunista de Cuba, PCC) – założona 3 października 1965 kubańska partia polityczna. Konstytucja kubańska opisuje rolę partii jako „wiodącą siłę społeczeństwa i państwa”. Organem kierowniczym Komunistycznej Partii Kuby jest jej Komitet Centralny. Obecnie sprawuje jednopartyjne rządy i posiada wszystkie miejsca w Zgromadzeniu Narodowym.

## Historia
Pierwsza Komunistyczna Partia Kuby została utworzona w 1925 i początkowo działała nielegalnie. Miała duże znaczenie w wystąpieniach przeciwko dyktatorskim rządom Gerardo Machado. W 1938 została zalegalizowana. W latach 1938–1947 wchodziła w skład sojuszu rządowego. Od 1944 do 1961 istniała pod nazwą Socjalistyczna Partia Ludowa. W ostatnim okresie kubańskiej rewolucji podporządkowała się Fidelowi Castro. W 1961 wraz z Ruchem 26 Lipca i Dyrektoriatem Rewolucyjnym utworzyła Zjednoczone Organizacje Rewolucyjne, stanowiącą jedyną oficjalnie działająca w kraju partię.
26 marca 1962 partia została przekształcona w Zjednoczoną Partię Rewolucji Socjalistycznej.
Obecną nazwę przyjęła 3 października 1965.

## Organ prasowy
Organem prasowym partii jest wydawany od 1965 dziennik „Granma”.

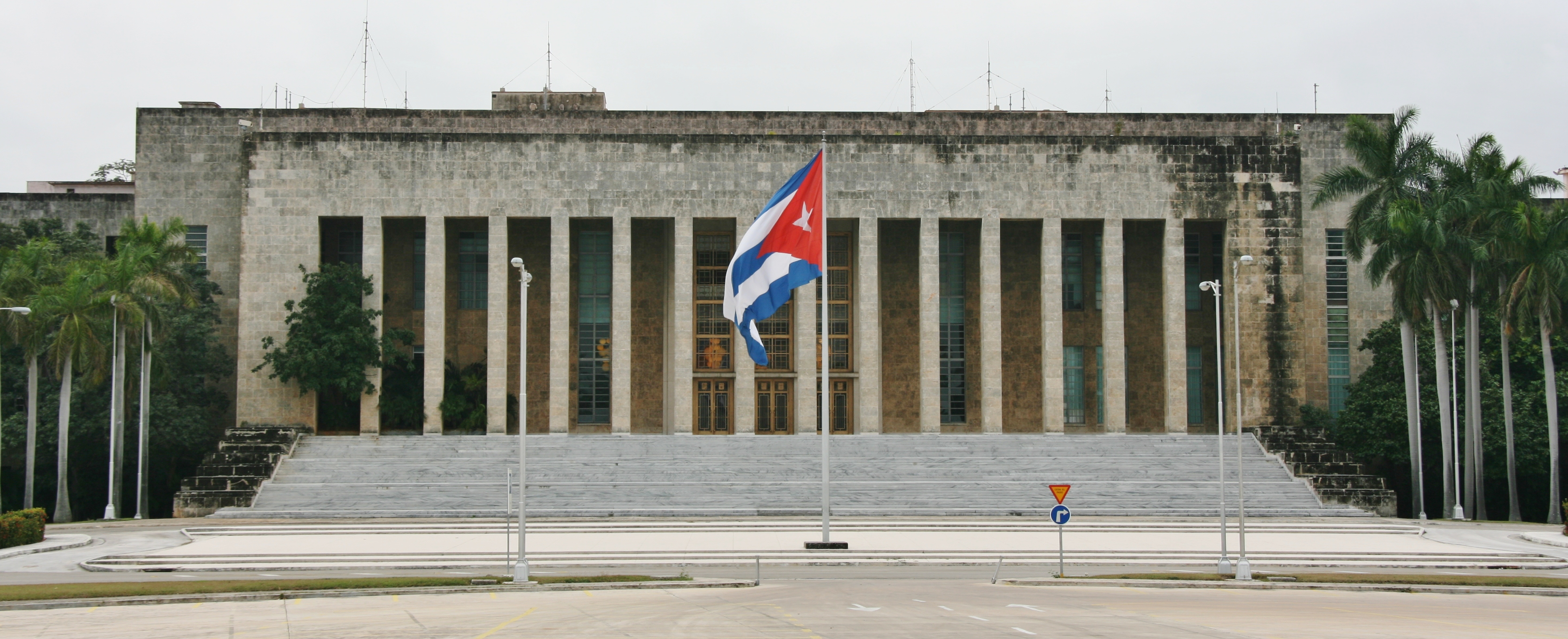
Siedziba Komitetu Centralnego Komunistycznej Partii Kuby w Hawanie

## I sekretarze Komitetu Centralnego Komunistycznej Partii Kuby
- Fidel Castro (od 3 października 1965 do 19 kwietnia 2011)
- Raúl Castro (od 19 kwietnia 2011 do 19 kwietnia 2021)
- Miguel Díaz-Canel (od 19 kwietnia 2021)

## Młodzieżówka
Młodzieżówkami KPK są Związek Młodych Komunistów Kuby oraz Organizacja Pionierów im. José Martí.

## Liczba członków partii
W 2016 Komunistyczna Partia Kuby liczyła około 670 000 członków.